# District de Kusapín
Le district de Kusapín est l'une des divisions qui composent la comarque indigène de Ngäbe-Buglé, au Panama. La municipalité est presque entièrement entourée par la mer des Caraïbes ; elle est bordée à l'est et au sud-est par le district de Santa Catalina o Calovébora ; à l'ouest et au sud-ouest par la municipalité de Kankintú ; au nord par l'océan Atlantique ; et au sud par le Münä. Son siège est le village de Kusapín (Saborikäte).
Avec une superficie d'environ 1 693,2 km2, c'est l'une des communes côtières les plus peuplées de la côte Ngäbe-Buglé avec une population de 33 121 habitants selon le recensement de 2010. La population du district est principalement composée des groupes ethniques Ngäbe et Buglé.

## Description
Le district a été créé par la loi du 10 mars 1997. Avec le district de Kankintú, il fait partie de la région Ñö Kribo, dans la région Ngäbe-Buglé.
Comme ils se trouvent dans la zone côtière de la province de Bocas del Toro, le transport par eau est nécessaire. Les bateaux quotidiens partent tôt le matin, arrivent au port de Chiriquí Grande et se transfèrent ensuite à Kusapín.

## Division politico-administrative
Le district comprend cinq corregimientos :
- Kusapín
- Bahía Azul
- Cañaveral
- Chiriquí
- Tobobé

## Crédit d'auteurs
- (es) Cet article est partiellement ou en totalité issu de l’article de Wikipédia en espagnol intitulé « Distrito de Kusapín » (voir la liste des auteurs).